# 226 a.C.
Il 226 a.C. (CCXXVI a.C. in numeri romani) è un anno  del III secolo a.C.

## Eventi
- Alcuni terremoti distruggono la città di Kameiros e il Colosso di Rodi.
- Asdrubale il vecchio aderisce ad un trattato con Roma che stabilisce che il fiume Ebro faccia da confine tra i territori di Cartagine e Roma.
- A Roma la Lex Scantia pone fuori legge l'omosessualità.
- Padova si allea con Roma contro i Galli

## Morti
- Seleuco II, sovrano (n. 265 a.C.)